# Autostrada AP-7 (Hiszpania)
Autostrada AP-7 (hiszp. Autopista AP-7), także Autopista del Mediterráneo (Autostrada Śródziemnomorska) – autostrada w Hiszpanii przebiegająca przez teren wspólnot autonomicznych Katalonia, Walencja, Murcja i Andaluzja, wzdłuż wybrzeża Morza Śródziemnego. 
Autostrada łączy granicę z Francją w La Junquera z Algeciras, przez Barcelonę, Tarragonę, Walencję, Alicante, Kartagenę, Malagę. Jest najdłuższą płatną drogą szybkiego ruchu w Hiszpanii. Brakujący odcinek między Vera a Malagą jest oznaczony jako droga ekspresowa A-7.